# 水川潤
水川 潤（みずかわ じゅん、1993年〈平成5年〉2月12日 - ）は、日本のAV女優、元グラビアアイドルである。静岡県出身。DiazGroup所属。

## 来歴

### グラビアアイドル時代
スカウトされ、17歳で高校を中退し、グラビアアイドル・お菓子系アイドルとして活動を始める。「現役女子高生」「今どきの女子高生ブロドル」などのキャッチコピーが付いていた。この時点で「AVに出られる」と意気込んだとAVデビュー後に語っている。
グラビアアイドル時代は、舞台『漂流劇』などに出演し、イベントでも券が完売するほどの高い人気であった中、日本でAVに出演できる最低年齢である18歳になった2011年、雑誌「フライデー」2011年6月17日号でヌードを公開し、7月16日発売のDVD及びBD『新人 由愛可奈 〜正真正銘18歳。元現役女子校生グラビアアイドル、夢のAVデビュー！〜』でマキシングからAVデビューする。この作品は大手通販サイトで売り上げ1位（BD）を記録する。
AVデビューについては、「元々興味があった」「夢を叶えたい」「18歳の誕生日（2011年2月12日）に決意した」などと話している。

### AVデビュー以降
「男女接吻映像の広場」恒例のグランプリ投票において、18歳の新人としては異例の「2011年接吻クイーン」の栄冠に輝いている（2012年1月4日）。
アダルトビデオ30周年記念企画（AV30）として2012年1月5日から2月29日まで行われた人気投票で、20位に選ばれた。同年9月29日公開の映画『百日のセツナ 禁断の恋』で、映画初主演を果たす。
2015年9月24日、恵比寿★マスカッツのメンバーに選ばれる。
2018年9月14日-9月22日、グラフィックアーティスト・KAZZROCKとのコラボレーション絵画展を原宿・BLOCK HOUSEにて開催し、自らが描いた作品から厳選した30数点を展示。日によっては自らギャラリーに立ち作品の解説も行った。展示作品は購入可能で、FANZAニュースは売約済になっている作品も多数あると報じた。
2019年7月16日発売のDVD『ヤラセなし超リアルドキュメント 最後に本当のセックスしませんか？』で、マキシング専属が終了すると発表される。
2019年8月1日、公式ブログにて「MOODYZ」専属になることを発表した。
2020年9月7日、公式ブログにて「アタッカーズ」へ移籍することを発表した。
2020年12月に発表された「FLASH 2020年現役最強セクシー女優BEST100」読者投票・第38位。
2021年3月25日、公式ブログにて「マドンナ」へ移籍したことを発表した。同年8月発表「読者300人が選んだFLASH 2021セクシー女優ランキング」読者投票69位。
タレント時代より一貫してスターワールドエージェンシーに所属していたが、2022年1月17日をもって退所を報告した。2022年4月2日付で前・所属事務所からの要請で恵比寿マスカッツを卒業となることを恵比寿マスカッツ公式サイトが発表した。

### 水川潤に改名
各SNSアカウントはカナメユメを経て、2022年7月に水川潤として再スタート。DiazGroup所属となる。同年12月1日、DMM GAMES「クリムゾン妖魔大戦 新キャラクター声優公開オーディション」にエントリー。
2024年1月、水川名義以来専属を務めたDAHLIAレーベルからの卒業をSNSで報告。AV女優歴12年目で初めて企画単体へと移行する。
同年4月22週FANZA通販フロアランキングにおいて『精子丸飲みチンぱくごっくん家庭教師 水川潤』（h.m.p）が2位ランクイン。
2025年6月18日、事務所退所及びAV女優引退をXに投稿。最終作品は撮り終えており、夏から秋ごろ発売。

## 人物
- 実家は最寄駅から「車で1時間もかかるような山の中」にあると言う。中学時代はソフトボール部に所属していた。
- 2015年の秋からペットのマルチーズを飼っており、名前は「ティティ」。

### 趣味・嗜好・身体
趣味は、漫画を描くこと、コスプレ、和太鼓としている。好きなアニメ・漫画には『電影少女』など自身が生まれる前に完結した作品もある。
身体が柔軟である。小学校5年生当時は「よく年上に見られてた」。

### 性経験
初めてのオナニーは小学校6年生の時で、初体験は16歳の時に同じ高校の17歳の恋人と。ただしFALENO Official Channelの聖ファレノ女学院に面接として出演した際には、「遊具(登り棒)でのオナニーは5歳くらいにはしていた」と発言。大人の玩具（水が出て中出し感を味わえるタイプのポルチオ開発バイブを携帯で見て購入。）を使用するようになったのは中2の頃で、初体験はその後であると発言している。初めてオーガズムを感じたのは3、4回目、16歳の時。これ以降「コツが分かって毎回イケるように」なったという。中学生の頃から性描写のある漫画や、兄の所有するアダルトビデオを鑑賞したりと性的な興味が強く、中学卒業時点でAV女優になることを志望していた。
AVデビュー作では、挿入時に自ら腰をくねらせたり深く感じているような妖艶な表情をすることや、高速手コキ・フェラチオなど、真正18歳かつデビュー作ながら性行為慣れしている仕草や性行為好きであることがうかがえ、プロの女優にありがちな作られた演技とも異なる飾らない言行動を見せることから、「カワイイのにエロい」とのキャプションが付いた。
こうした性行為慣れした様子は、「フェラチオで射精させたことがある」「恋人から体位を教わった」「10回じゃ全然足りないぐらいオーガズムを感じたことがある」「電マで寸止めを繰り返された」等、インタビューで語っている私生活での性経験の豊富さと、元々、AV女優を志望していたこととの整合性が見られる。
一方で、AVデビュー前の経験人数は「1人」であると語っているが、作品中では全く信じてもらえない。
私生活で印象が深い性行為は、公園や駐車場での日中の青姦で、自らのスカートをまくって男性に跨る体位（対面座位・騎乗位）であると語っている。作品レビュー記事で「感じている時の顔がすごい」と書かれて以来、自分自身の出演作品は見返さないと決めている。その理由を、「もし、そこが評価されていたとしても、映像を見ると意識して消えてしまうから」だと述べている。

## 映像作品

### アダルトビデオ

#### 由愛可奈 名義
- 新人 由愛可奈 〜正真正銘18歳。元現役女子校生グラビアアイドル、夢のAVデビュー!〜（7月16日、DVD：MXGS-345、BD：MXBD-056、MAXING）
- ご奉仕美少女のおねだりSEX。（8月16日、DVD：MXGS-354、BD：MXBD-057、MAXING）
- ザーメン面汚し顔射洗礼（9月16日、DVD：MXGS-361、BD：MXBD-058、MAXING）
- 夢の競泳水着×由愛可奈（10月16日、DVD：MXGS-367、BD：MXBD-059、MAXING）
- 汗だくFUCK（11月16日、DVD：MXGS-373、BD：MXBD-062、MAXING）
- 私の妻は、18歳の現役女子校生♡（12月16日、DVD：MXGS-379、BD：MXBD-066、MAXING）

- 突如イカされた美少女アイドル!（1月16日、DVD：MXGS-386、BD：MXBD-069、MAXING）
- 夢のいもうと温泉（2月16日、DVD：MXGS-393、BD：MXBD-073、MAXING）
- 夢のベロキスFUCK（3月16日、DVD：MXGS-399、BD：MXBD-078、MAXING）
- 見た目は清純派な超ド淫乱女子校生。（4月16日、DVD：MXGS-406、BD：MXBD-083、MAXING）
- 美少女奴隷ペット（5月16日、DVD：MXGS-414、BD：MXBD-088、MAXING）
- 由愛可奈がアナタのオナニーを猛烈にサポートしてくれるビデオ（6月16日、DVD：MXGS-423、BD：MXBD-093、MAXING）
- 夢を叶えてくれる美少女アイドルの暴走性交。（6月16日、BD：MXBD-096、MAXING）※単体ベスト、BD版のみ。
- カンパニー松尾 × 由愛可奈（7月16日、DVD：MXGS-432、BD：MXBD-098、MAXING）
- 夢の軟体美少女（8月16日、DVD：MXGS-440、BD：MXBD-103、MAXING）
- 風俗ちゃんねる 30（9月16日、DVD：MXGS-447、BD：MXBD-108、MAXING）
- フェラチオもやってくれる! 白衣の天使のワイセツ看護。（10月16日、DVD：MXGS-454、BD：MXBD-113、MAXING）
- 緊縛 × 10連発口内×激烈ピストン 〜ベロキス魂燃焼系! 全力ヤリ娘!〜（11月16日、DVD：MXGS-461、BD：MXBD-116、MAXING）
- イキまくる絶頂女神。（12月16日、DVD：MXGS-470、BD：MXBD-120、MAXING）
- 由愛可奈コレクション シーズン 1（12月16日、MXSPS-263、MAXING）※単体ベスト

- 由愛可奈 × 美脚パンストQUEEN（1月16日、DVD：MXGS-481、BD：MXBD-124、MAXING）
- ドM猥褻モデル in 変態撮影部屋（2月16日、DVD：MXGS-491、BD：MXBD-127、MAXING）
- 解禁! 濃厚ザーメン大量顔射（3月16日、DVD：MXGS-500、BD：MXBD-130、MAXING）
- 大量お漏らし×自虐絶頂イカセ（4月16日、DVD：MXGS-510、BD：MXBD-133、MAXING）
- 問答無用の逆レイプ!（5月16日、DVD：MXGS-519、BD：MXBD-137、MAXING）
- 大量潮噴き!!全裸家政婦（6月16日、DVD：MXGS-529、BD：MXBD-140、MAXING）
- 犯られまくる淫乱ドM女教師（7月16日、DVD：MXGS-538、BD：MXBD-143、MAXING）
- 由愛可奈コレクション シーズン 2（7月16日、MXSPS-297、MAXING）※単体ベスト
- 野外絶頂ハメ狂い交尾（8月16日、DVD：MXGS-546、BD：MXBD-146、MAXING）
- ドM美少女の極上性接待。（9月16日、DVD：MXGS-554、BD：MXBD-149、MAXING）
- 「骨の随まで愛してアゲル」接吻痴女×由愛可奈'（10月16日、DVD：MXGS-562、BD：MXBD-152、MAXING）
- 絶頂不覚! 緊縛強制イカセ（11月16日、DVD：MXGS-571、BD：MXBD-156、MAXING）
- 由愛可奈×素人お宅訪問（12月16日、DVD：MXGS-580、BD：MXBD-160、MAXING）
- 完全燃焼! 由愛可奈の全力ガチイキオナニー 15連発!（12月16日、MXSPS-326、MAXING）※単体ベスト

- 由愛可奈が強制的に連続射精させてアゲル。（1月16日、DVD：MXGS-589、BD：MXBD-164、MAXING）
- 服従志願（2月16日、DVD：MXGS-599、BD：MXBD-167、MAXING）
- 女教師レイプ地獄（3月16日、DVD：MXGS-609、BD：MXBD-170、MAXING）
- ユメカナと最っ高のデートをしよう!（4月16日、MXGS-620、MAXING）
- むちゃぶりセルフプロデュース ユメトーーク!（5月16日、MXGS-632、MAXING）
- 由愛可奈 デビュー3周年アニバーサリーBOX10時間 セル版限定特典ディスク付き（6月16日、MXSPS-347、MAXING）※単体ベスト、セル版限定特典ディスクには、未収録のイラマチオ映像、海外でのメイキング映像、ファンへのコメント映像などを収録[24]。
- デビュー3周年記念! ごっくん解禁（7月16日、MXGS-652、MAXING）
- 日焼けあと × 黒GAL大乱交（8月1日、AVOP-070、MAXING）※「AV OPEN 2014」 ヘビー級エントリー作品。
- 高齢者シェアハウス〜ドスケベ老人介護ヘルパー〜（8月16日、MXGS-663、MAXING）
- 美少女アイドル バス痴漢レイプ（9月16日、MXGS-673、MAXING）
- 交わる体液、濃厚セックス 由愛可奈（10月7日、SNIS-252、S1 NO.1 STYLE）
- 淫縛 〜喉奥と顔面に絡みつく精液〜（11月16日、DVD：MXGS-695、BD：MXBD-196、MAXING）
- 最高級ご奉仕ごっくんソープ嬢（12月16日、MXGS-707、MAXING）

- 由愛可奈のふんどし大相撲（1月16日、MXGS-718、MAXING）
- Premium PEACH Hip ～青い果実～（2月16日、MXGS-730、MAXING）
- 変態ヨダレ女（3月16日、MXGS-740、MAXING）
- Fucking Machine SEX（4月16日、MXGS-752、MAXING）
- 異常性愛依存症 ～若妻の淫らな秘め事～（5月16日、MXGS-762、MAXING）
- Rapist ～他人に性的関係を強いる女～（6月16日、MXGS-773、MAXING）
- デビュー4周年記念 初中出し! ～子宮で感じる温かい生ザーメン～（7月16日、DVD：MXGS-784、BD：MXBD-219、MAXING）
- 別顔キャビンアテンダント（8月16日、MXGS-794、MAXING）
- 由愛可奈 デビュー4周年アニバーサリーBOX12時間（8月16日、MXSPS-392、MAXING）※単体ベスト、セル版限定特典ディスクには、本編未収録映像「ユメカナ悶絶! 激ピストンFucking Machine責め」やデビュー4周年記念壁紙などを収録[25]。
- 失禁インストラクター（9月16日、MXGS-804、MAXING）
- 精子ヌキ狂い30連発!（10月16日、MXGS-812、MAXING）
- ご奉仕委員のおしごと（11月16日、MXGS-821、MAXING）
- 中出しマ●コ、くぱぁ。（12月16日、MXGS-830、MAXING）

- 変態マゾヒスト ボンテージ嬢 イラマチオ調教（1月16日、MXGS-838、MAXING）
- 高画質で魅せる 由愛可奈のフェラチオ 5時間（1月16日、MXSPS-412、MAXING）※単体ベスト
- 江戸四十八手（2月16日、MXGS-846、MAXING）
- 昏睡キメセク ～媚薬 × 催眠 × 泥酔～（3月16日、DVD：MXGS-855、BD：MXBD-239、MAXING）
- ねじこみッ! 一つのマ●コに二本の異物（4月16日、DVD：MXGS-862、BD：MXBD-243、MAXING）
- 絶対にもう一発ヤリたくなる お掃除フェラ（5月16日、DVD：MXGS-869、BD：MXBD-247、MAXING）
- MAXING未収録 見て!最高のディルドオナニー（5月16日、MXGS-875、MAXING）※全編完全撮り下ろしのオムニバス作品[26]。
- エビ反り媚薬マッサージ（6月16日、DVD：MXGS-877、BD：MXBD-251、MAXING）
- デビュー5周年記念 ハメられっぱなし30人中出し生ライブ（7月16日、DVD：MXGS-885、BD：MXBD-255、MAXING）
- ギリギリ食い込み濃厚性交（8月16日、DVD：MXGS-892、BD：MXBD-259、MAXING）
- 可愛い甥っ子兄弟と過ごすうちに、親戚の一線を越えてしまったショタコンお姉ちゃん（9月1日、AVOP-208、MAXING）※「AV OPEN 2016」 女優部門エントリー作品。
- 由愛可奈 デビュー5周年アニバーサリーBOX12時間（9月16日、MXSPS-462、MAXING）※単体ベスト、セル版の限定特典ディスクには、「未収録映像」や「デビュー5周年記念壁紙データ」などを収録している[27]。
- 排卵日を狙って孕ませ中出し子作り（10月16日、DVD：MXGS-906、BD：MXBD-267、MAXING）
- MAXING10周年記念 スペシャル ベスト・オブ・マキシング 10時間2枚組（10月16日、MXSPS-470、MAXING）※由愛可奈と吉沢明歩の未公開映像を収録した総集編作品[28]。
- 魅惑のピンクサロン☆スーパーデラックス（10月16日、MXSPS-471、MAXING）※撮り下ろし映像を収録した企画作品[29]。
- 淫乱ナース催眠調教 ～私たちのオナペット奴隷～（11月16日、DVD：MXGS-911、BD：MXBD-906、MAXING）
- 屈辱の全裸居酒屋店員（12月16日、DVD：MXGS-918、BD：MXBD-274、MAXING）

- AV女優観察モニタリング 発情女を徹底的に昂ぶらせてから長時間放置!我慢の限界糸引きマ○コは変態汁垂れ流しで肉ビラ決壊!!こんな時、由愛可奈ならどうする!?（1月16日、DVD：MXGS-924、BD：MXBD-278、MAXING）
- 僕の姉貴は寸止め焦らしで射精コントロールする淫語大好き痴女（2月16日、DVD：MXGS-932、BD：MXBD-282、MAXING）
- 緊縛奴隷調教され快楽堕ちする美しき背徳未亡人（3月16日、DVD：MXGS-939、BD：MXBD-285、MAXING）
- 妊娠確実!? 中出しされた精子をドリルバイブで更に子宮の奥へ押し込まれた由愛可奈!（4月16日、DVD：MXGS-947、BD：MXBD-289、MAXING）
- 4時間ぶっ通し! 全身全霊でイキまくる由愛可奈の壮絶オナニー25連発!!（4月16日、MXSPS-511、MAXING）※単体ベスト
- 失禁メイドの潮吹きお漏らし体液プシャアアアアア（5月16日、DVD：MXGS-955、BD：MXBD-292、MAXING）
- 水泳部顧問が競泳水着で個別指導（6月16日、DVD：MXGS-963、BD：MXBD-295、MAXING）
- グチョにゅる大量ローションFUCK（7月16日、DVD：MXGS-972、BD：MXBD-299、MAXING）
- 由愛可奈 デビュー6周年アニバーサリーBOX12時間（7月16日、MXSPS-525、MAXING）※単体ベスト
- 乳首を責められる毎にごっくんをせがむ由愛可奈（8月16日、DVD：MXGS-980、BD：MXBD-302、MAXING）
- イラマチオ性奴隷 喉奥を徹底的に陵辱される美人キャビンアテンダント（9月16日、DVD：MXGS-987、BD：MXBD-305、MAXING）
- 積極的に勃起させてくる中出しのできるメンズエステサロン（10月16日、DVD：MXGS-995、BD：MXBD-308、MAXING）
- ユメカナ ～AV女優・由愛可奈の性欲剥き出し赤裸々旅行（11月16日、DVD：MXGS-1002、BD：MXBD-312、MAXING）
- 抵抗不可能な状態で拘束調教されて、大量失禁絶頂を繰り返す淫乱女教師（12月16日、MXGS-1008、MAXING）

- 理性崩壊!! ポルチオ性感究極オーガズム!!（1月16日、DVD：MXGS-1015、BD：MXBD-318、MAXING）
- 抑えきれない性衝動からオトコを誘惑し、自分勝手にザーメンを搾り取るドスケベ猥褻絶倫痴女。（2月16日、DVD：MXGS-1022、BD：MXBD-321、MAXING）
- 高画質で魅せる由愛可奈のフェラチオ vol.2 濃厚フェラからごっくんフェラまで収録 4時間（2月16日、MXSPS-560、MAXING）※単体ベスト
- 究極催眠（3月16日、DVD：MXGS-1029、BD：MXBD-324、MAXING）
- 敏感すぎるムッチリ巨尻（4月16日、DVD：MXGS-1035、BD：MXBD-327、MAXING）
- 夫の単身赴任中の不貞行為を義父に知られ、欲求不満のカラダを玩具にされる淫乱妻。（5月16日、DVD：MXGS-1043、BD：MXBD-330、MAXING）
- 720時間禁欲させ排卵日に久しぶりにHしたら白濁汁をダラダラ垂れ流して絶頂を繰り返す欲求不満女子。（6月16日、DVD：MXGS-1051、BD：MXBD-333、MAXING）
- デビュー7周年記念 レンタル◇彼女（7月16日、DVD：MXGS-1060、BD：MXBD-336、MAXING）
- 由愛可奈 デビュー7周年アニバーサリーBOX8時間（7月16日、MXSPS-581、MAXING）※単体ベスト、特典として「アニバーサリー壁紙」を収録[30]。
- 「一生懸命ご奉仕させていただきます…」 週3回自宅に来てくれるハウスキーパーさんは、エッチ大好きな超淫乱ドM!（8月16日、DVD：MXGS-1064、BD：MXBD-339、MAXING）
- 喉奥に無理やりオチ●ポを入れたがる イラマチオ大好き由愛可奈（9月16日、DVD：MXGS-1067、BD：MXBD-342、MAXING）
- 由愛可奈のプライベートSEX（10月16日、DVD：MXGS-1071、BD：MXBD-345、MAXING）
- 物凄い乳首責めでガチ勃起した男根を寸止め焦らし生挿入でハメ狂う由愛可奈（11月16日、DVD：MXGS-1075、BD：MXBD-347、MAXING）
- 大人の個室ヨガ教室（12月16日、DVD：MXGS-1079、BD：MXBD-350、MAXING）

- 頭が真っ白に飛ぶまで陰核をトコトン電マ責め（1月16日、DVD：MXGS-1083、BD：MXBD-353、MAXING）
- オトナの高級ランジェリー ～ラグジュアリーなひと時を味わえる非日常のスイートタイム～（2月16日、DVD：MXGS-1087、BD：MXBD-356、MAXING）
- 性欲コントロールが不得意な由愛可奈を何度も焦らし寸止めしていたら、突然ゴムを外し生チ●ポに激しくマ●コを打ち付けてピストンを始めてしまった…（3月16日、DVD：MXGS-1091、BD：MXBD-359、MAXING）
- 120分ノンストップ、ひたすらハメまくりSEX（4月16日、MXGS-1094、MAXING）
- 裸の失禁介護ヘルパー（5月16日、MXGS-1099、MAXING）
- 由愛可奈を徹底的に罵倒してヤル!!（6月16日、MXGS-1104、MAXING）
- ヤラセなし超リアルドキュメント 最後に本当のセックスしませんか?（7月16日、MXGS-1109、MAXING）
- 由愛可奈 デビュー8周年アニバーサリー 4時間（7月16日、MXSPS-613、MAXING）※単体ベスト
- MOODYZ電撃移籍4時間 × 4本番8コーナーSPECIAL 由愛可奈（9月1日、MIDE-677、MOODYZ）
- 由愛可奈 クロニクルVol.1（9月16日、MXSPS-617P、MAXING）※単体ベスト
- 絶叫声殺しサイレントレ×プ ～周りにバレるのが怖くて助けも呼べず自由を奪われイキ狂わされた敏感OL～（10月1日、DVD：MIDE-688、BD：9MIDE-688、MOODYZ）
- 由愛可奈クロニクル Vol.2（10月16日、MXSPS-624、MAXING）※単体ベスト
- 彼女の絶倫お姉さんに寝取られて汗だくでハメまくった3日間。（11月1日、MIDE-700、MOODYZ）
- 由愛可奈クロニクル Vol.3（11月16日、MXSPS-626、MAXING）※単体ベスト
- 早漏おま○こ舐めまくり イッても漏らしても終わらない追撃クンニ初体験（12月13日、MIDE-716、MOODYZ）
- 由愛可奈 クロニクルVol.4（12月16日、MXSPS-630、MAXING）※単体ベスト

- 超絶倫愛人と朝までハメまくりで過ごす濃密不倫（1月1日、MIDE-723、MOODYZ）
- 由愛可奈クロニクル Vol.5（1月16日、MXSPS-634、MAXING）※単体ベスト
- ボクのせいで囚われ1年間犯された捜査官カナ 胸糞アクメ映像（2月1日、MIDE-734、MOODYZ）
- 由愛可奈クロニクル Vol.6（2月16日、MXSPS-638、MAXING）※単体ベスト
- やっぱりナマが好き!! 真性中出し痙攣ビクビク同時イキ（3月1日、MIDE-746、MOODYZ）
- 由愛可奈クロニクル Vol.7（3月16日、MXSPS-642、MAXING）※単体ベスト
- 「もう受精してるってばぁ!」状態の危険日人妻を執拗に孕ませようとする追撃中出しレ×プ（4月1日、MIDE-757、MOODYZ）[31]
- 由愛可奈クロニクル Vol.8（4月16日、MXSPS-646、MAXING）※単体ベスト
- デカ尻精吸杭打ち騎乗位（5月1日、MIDE-768、MOODYZ）
- 由愛可奈クロニクル Vol.9（5月16日、MXSPS-649、MAXING）※単体ベスト
- 喉イキ痙攣イラマチオ調教!! 最後は一撃ノド射ごっくんメス泣き精飲17発!（6月1日、MIDE-782、MOODYZ）
- 性欲強すぎるお姉さんがチ○ポバカになるまでナマで射精させてくれる無限中出しソープ（7月1日、MIDE-796、MOODYZ）
- ミスした僕の代わりに女上司のクレーム対応。憧れの先輩が取引先の濃厚オヤジ達の性処理中出し奴隷に堕ちていた…（9月1日、MIDE-818、MOODYZ）
- 義姉になった幼馴染の無防備なカラダに耐え切れず一線を超えてしまった。（10月7日、DVD：SSPD-164、BD：9SSPD-164、アタッカーズ）
- 私はこの人とのセックス無しでは生きていけない肉体になってしまった。 地味OL変態調教（11月7日、RBD-993、アタッカーズ）
- 人妻監禁調教 囚われの肉玩具（12月7日、RBD-998、アタッカーズ）

- 絶倫オヤジに一年間監禁され、毎日イカされ続けた肉体奴隷記録（1月7日、ATID-449、アタッカーズ）
- 都合の良い女でいい。 意識が飛ぶほど激しく乱れた夜、私は既婚上司を好きになってしまった。（2月7日、ADN-292、アタッカーズ）
- 由愛可奈12タイトル38本番8時間BEST（2月13日、MIZD-220、MOODYZ）※単体ベスト
- 媚薬漬けで全身性感帯化 セックスに支配された孤高の女捜査官（3月7日、SHKD-930、アタッカーズ）
- 電撃移籍 Madonna専属 大人の色気溢れるヨダレだらだら濃密接吻3本番スペシャル（4月25日、JUL-545、マドンナ）
- マドンナ『電撃移籍』第2弾!! 夫と子作りSEXをした後はいつも義父に中出しされ続けています…。（5月25日、JUL-578、マドンナ）
- 出張という名の不倫旅行（6月25日、JUL-617、マドンナ）
- 由愛可奈10周年記念!! 初共演 & 初レズ作品!! 同窓会レズビアン・ラプソディ 10年間、想い焦がれた元教え子と再会の果てに…。（7月25日、JUL-650、マドンナ）
- 永遠に終わらない、中出し輪姦の日々。（8月25日、JUL-686、マドンナ）
- 由愛可奈の凄テクを我慢できれば生★中出しSEX!（10月5日、WAAA-099、ワンズファクトリー）
- お待たせ! 黒人解禁ワールドFUCK 絶倫デカマラ大乱交で失禁中出しメガトン絶頂（11月2日、WAAA-117、ワンズファクトリー）
- 行列が出来る中出し中毒公衆便女 濃厚オヤジの追撃 種付けプレス20連発大乱交（12月7日、WAAA-123、ワンズファクトリー）

- 由愛可奈 8時間 ATTACKERS THE BEST（10月1日、ATKD-379、アタッカーズ）※単体ベスト

#### 水川潤 名義

##### DAHLIA専属
DAHLIAは『配信特化型AVメーカー』を掲げたメーカーのため、配信日も記載しています。
- 驚異の新人…? 謎のDAHLIA専属 天性の性欲を秘めた絶倫美人 水川潤 29歳（8月17日配信、9月22日発売、DLDSS-140）
- 義父を誘惑して1日10発 時短即ズボ中出しさせる絶倫ヤリマン人妻 水川潤（9月19日配信、10月20日発売、DLDSS-141）
- 本番NGなのに感じ過ぎて自ら挿入して中出しOKまでしちゃう 奇跡の早漏イクイク敏感風俗嬢 水川潤（10月18日配信、11月23日発売、DLDSS-142）
- 大嫌いな母の彼氏に襲われて、泣きながらイカされる三日間 水川潤（11月16日配信、12月22日発売、DLDSS-150）
- 潤のSEXコスメ「外イキ (クリ)」「中イキ (Gスポット)」「奥イキ (ポルチオ)」 すべてを体験した潤は最高に美しい人妻になった。 水川潤（12月13日配信、2023年1月12日発売、DLDSS-160）

- 出会い系の沼にハマった人妻令嬢 水川潤（1月13日配信、2月9日、DLDSS-168）
- 会社では地味で無口な女子社員。僕だけが知っている誰も知らないドスケベな彼女。水川潤（3月10日配信、4月6日発売、DLDSS-178）
- ずっと見つめていたい。新婚同棲で大好きな妻を撮り続けた。日常からセックスまでの淫らな記録。水川潤（4月6日配信、5月11日発売、DLDSS-188）
- 清楚妻を狂わせた他人棒ごっくん性交 変態マゾ願望を隠していた人妻（30歳）が夫に内緒でAV出演 水川潤（5月10日配信、6月8日発売、DLDSS-192）
- 妻の親友が耳元でイクイク囁く淫語誘惑に負けて何度も何度も中出しをしてしまったボク。水川潤（6月29日配信、7月20日発売、DLDSS-204）
- 「あなた、ごめんなさい…。」大っ嫌いな上司のチ〇ポがGスポット直撃 気持ち良すぎて謝りながら腰振り回し絶頂し続ける騎乗位中出し人妻 水川潤（7月22日配信、8月24日発売、DLDSS-213）
- 混浴温泉NTR 結婚直前の彼女の親友を孕ませてしまった…。 水川潤（8月18日配信、9月7日発売、DLDSS-222）
- 女上司の挑発を真に受けた童貞部下が朝まで抜かずの絶倫中出し 水川潤（9月26日配信、10月26日発売、DLDSS-229）
- 絶対に孫の欲しい義父が美嫁を種付け特化孕ませ中出し 水川潤（10月30日配信、11月23日発売、DLDSS-236）
- 何度も何度も絶頂しながら全力で射精させてくれる超早漏イクイク体質の美女の無制限中出しソープ 水川潤（11月29日配信、12月21日発売、DLDSS-243）
- キメセク完堕ち妻 優しかった妻はDQNたちに輪姦され何故か中出しを求めていた… 水川潤（12月29日配信、2024年1月25日発売、DLDSS-250）

- キミにサイコーのオナニーをシてほしいから… 水川潤の水川潤によるあなたのためのオナニーサポート（1月30日配信、2月22日発売、DLDSS-258）

##### 企画単体期間
- 中出し露天温泉 綺麗な顔してバシャバシャ潮吹く美形愛人（4月12日、BANK-165、ま○こ銀行）
- 魔法美聖女戦士フォンテーヌ イケメン年下戦闘員の誘惑 背徳の娼肉ペット（4月12日、SPSB-74、GIGA）
- 禁断介護 水川潤（4月23日、GVH-646、グローリークエスト）
- 朝が来るのが怖い…、明日飽きられてしまうんじゃないか?って不安になるから… だからいつまでも終わらないセックスをしていたい 水川潤（4月23日、HOMA-140、hmp DORAMA）
- 股割れTバックを履いた美人OLは5分しかない休憩時間にスカートもストッキングも脱がず社内で即ハメ不倫中出しSEXを楽しむ 水川潤（4月25日、MOON-026、YONAKA）
- マジックミラー号 優しい子持ちのママにこっそりデカチンを見せつけて素股で擦りつけて育児でレス気味の欲求不満オ○ンコに旦那の目の前でヌルっと生挿入 産後の柔らかい膣穴が気持ち良すぎて中出し不倫SEX 8名収録6時間半SP!（4月25日、SDMM-167、SODクリエイト）※配信版は3月26日先行リリース。
- 完全プライベート映像 魂の全力SEX美女・水川潤ちゃんと初めての二人きりお泊まり（5月7日、PKPD-301、パコパコ団とゆかいな仲間たち/妄想族）
- いいなり美人妻 町内で一番綺麗な恥じらう妖艶妻 日和 32歳（5月10日、BANK-169、ま○こ銀行）
- 精子丸飲みチンぱくごっくん家庭教師 水川潤（5月24日、HODV-21872、h.m.p）
- いちゃラブ密着特濃せっくちゅ 憧れの水川潤を独占した一夜。（6月4日、YMDS-159、桃太郎映像出版）
- 満員電車で羽交い絞めにされ切り裂きマキシワンピの隙間から乳首だけを徹底的に開発されるアヘ顔敏感女 水川潤（6月6日、DRPT-064、電脳ラスプーチン）
- パンスト穴あけ指入れ痴漢でねっとり膣内をほじられ本気汁が滴るほど感じまくる美脚女 2（6月6日、NHDTB-925、ナチュラルハイ）
- 同級生のマドンナは再会したその日に誘惑してくる淫乱女だった…。 水川潤（6月18日、KSBJ-316、KSB企画/エマニエル）
- 彼女のいない貧乏な自分にあるのは有り余る性欲と安アパートだけ 風俗に行く金も無いし若い子はノリが苦手… だからおとなしそうな人妻を捕まえてSEXしたら自分以上に性欲が凄かった!!（6月20日、HAWA-324 、コスモス映像）
- 爆発奥さん 不倫の仕返し濃密セックス 蠱惑ヒップで裏垢男子と完全2人きりのガチハメ撮り 水川潤（7月2日、YMDD-391、桃太郎映像出版）
- お嬢様学校 お仕置き倶楽部レズビアン ～美人教師の躾に酔いしれるマゾ少女～ 皆月ひかる 水川潤（7月9日、BBAN-484、ビビアン）
- 媚薬事件簿 美女たちが媚薬に翻弄された歴史的3大事件をドラマ化!? 完全撮下ろし新作3タイトル収録 水川潤 / 工藤ゆら / 友田彩也香（8月6日、ATID-605、アタッカーズ）
- 他人を見下す高飛車バリキャリOLも虜にする 女性専用強制開発M性感エステレズ 西野絵美 水川潤（8月13日、BBAN-493、ビビアン）
- オナニー見せ合いちんシコ誘惑サポート（8月15日、PYM-487、プリモ）
- メンズエステに行ったらまさかのエリート女子社員が!? 立場を悪用しタダマン女にしてやった!! 水川潤（8月20日、NACR-842、プラネットプラス/ 七狗留）
- 三十路の性欲がすごすぎるドスケベ美人妻 夫に放置され浮気決意 他人チ●ポにイカされ放題 水川潤（8月20日、ATYA-011、あたご屋/エマニエル）
- コスプレ妄想エロファンタジー ハイレグ・セクシーボディースーツに激ピス 椿りか 水川潤（8月20日、MIMA-005、ミル）
- 「愛し合う夫婦が残したいメモリアルヌードフォト」と題された雑誌の特集だと妻を騙し、絶倫チ○ポ男と素肌密着偽撮影会で寝取られ検証!! VOL.4 旦那よりも若くてカチカチに反り返ったチ○ポがマ○コまで1cmに超接近して奥さん急激欲情!? 旦那が近くにいるにも関わらず生中出し!!13発（8月23日、SKMJ-542、赤面女子）
- お姉さんの巨尻が猥褻過ぎて秒殺で悩殺!! 水川潤（9月3日、MMKZ-146、MARRION）
- 強●クスリ漬け 塩対応の元キャバ嬢を拉致ってオーバードーズ闇堕ちSEX依存 首締め鬼イラマ暴力哀願! 水川潤（9月3日、SORA-557、山と空/妄想族）
- 舌が絡み合い、全てを忘れ、抗えない本能を剥き出す婚外不倫性交 水川潤（9月10日、HSODA-041、Hsoda）
- 本格SM解禁!! 水川潤が奴隷調教でマゾ覚醒!!（9月10日、MVG-100、グローリークエスト）
- 僕の妻が僕の女友達にネトラレるわけがない。 寝取らせレズ不倫 水川潤 望月あやか（9月10日、DASS-470、ダスッ!）
- 隣の奥様はデカ尻インストラクター 軟体BODYで大胆誘惑 夢にまで見た神展開で禁断中出し不倫SEX 水川潤（9月24日、MADM-188、クリスタル映像）
- キャンピングカーでエッチしようよ! 15 水川潤（9月24日、CEMD-583、セレブの友）
- 獣捜戦隊ワイルドレンジャー 罠に堕ちたワイルドホワイト! 人間爆弾化計画（9月27日、SPSC-43、GIGA）
- 美人上司に出張先でデカチンがバレて…強引に連れ込まれた相部屋で強制射精肉ディルドにされた僕 水川潤（10月1日、JUFE-564、Fitch）
- 特別捜査官緊縛マゾ調教 捕縛され媚薬漬けにされた気高き美人女捜査官 水川潤（10月8日、USBA-079、AVS collector’s）
- 大嫌いな義弟に抱かれ不倫セックスに溺れた本革黒ブーツ美脚妻 水川潤（10月11日、HZGD-283、人妻花園劇場）
- 診察中にフル勃起チ●ポを見せつけられた皮膚科の美人女医 水川潤（10月15日、MMGH-003、ムラムラ総合病院/妄想族）
- 眠剤投与 昏睡盗撮 2 4名捕獲（10月15日、SORA-566、山と空/妄想族）
- 隣人ガチャSSR確定演出。隣に引っ越してきたのはノーブラ乳首ポッチの美乳お姉さん。 水川潤（10月22日、ROYD-203、ROYAL）
- 生保（ナマポ）レ×プ 生活保護を受ける美人母娘が鬼畜ケースワーカーに性搾取され続けた隠蔽記録の実態 水川潤 皆月ひかる（10月22日、REAL-871、REAL）
- 中に出してもいいから止まってください!!! 押さえつけて逃がさないエンドレス奥突きバウンドピストンでイキ壊れた女 2（10月24日、NHDTB-979、ナチュラルハイ）
- 秘書in...（脅迫スイートルーム） 水川潤（11月4日、VDD-186、ドリームチケット）
- 人妻の浮気心 水川潤（11月5日、SOAV-118、人妻援護会/エマニエル）
- ガチナンパ！ 包茎・インポに悩む童貞くんに興奮しちゃって「入れちゃおっか?」誘惑するも「初めては彼女がいいので…」 まさかの拒否!! ガマンできずに生チ○ポを挿入して「中に出していいから止めないで!!」 イキ散らかす筆おろし女子!（11月15日、NPS-454、ピーターズ）
- 本物小●校の教員にガチ依頼! いじめられっ子童貞君にリアル性教育してもらえませんか? 担任のディープキス・授乳手コキ・ま●こくぱぁ鑑賞で包茎ち●ぽがズル剥け勃起! 「自然現象だよ」と優しく受けとめてくれる担任と禁断の筆おろしSEXまで! 2（11月22日、SKMJ-574、赤面女子）
- アナルで発情! ～本能で感じ る! 美女があえぎ狂う快感レズビアン～ 4（野外露出編） 友田彩也香 水川潤（11月26日、CEMD-603、セレブの友）
- ご奉仕大好きイイオンナ! 敏感むっちりお尻のお姉さんパンストプレイでドエロく乱れまくる! 水川潤（11月30日、OLM-132E、オリンポス）
- 四つん這いで無自覚にデカ尻挑発してくるパート家政婦 淫乱ドM尻に即ハメしたら潮吹き止まらず… 水川潤（12月3日、FJIN-047、FunCity/妄想族）
- 全国人妻背徳名鑑 さおりさん (28)（12月3日、NPJS-110、ナンパJAPAN）
- 快楽求めてオナニー三昧! 動かぬ体で絶頂艶舞! 4 クネる淫体14選!（12月10日、CEAD-653、セレブの友）
- もしも2人が交際したら… 好きが溢れる1日になりました。一緒にご飯作ってシャワー浴びて唇を重ね、朝起きても好きを確かめ合った初めての1泊2日デート水川潤 美咲かんな（12月12日、BOKO-013、凸凹はぁと）
- 素人妻濃厚おしゃぶり口内射精 フェラチオが上手すぎる人妻 10人（12月15日、PYM-501、プリモ）
- デリヘル呼んだらやってきたのは男に飢えた肉食系爆イキ性欲モンスター ヤレると噂の人妻デリヘル嬢と即フェラ潮吹きイキまくり中出し性交 水川潤（12月24日、MADM-193、クリスタル映像）
- ヤバイほど極限まで乱れ狂った「アヘ顔絶頂」オナニー Vol.2（12月24日、CEAD-658、セレブの友）
- 神陸上ウェア 水川潤 スポーツ日焼けから筋肉美女アスリートの秘部を隠してきたウェアを巨乳や美乳パイパンや剛毛娘に着せジョリワキやハミ毛を堪能。陸上ユニホーム女子の太腿やお尻や着衣放尿まで!! 身体にフィットするウェアのキワキワを超接写＆完全着衣でハメ撮り（12月26日、OKL-005、親父の個撮）
- ヌキ無し人妻メンエスで出会ったおばさんセラピストと意気投合! 2回目はラブホに呼んだら…ご休憩2時間で何度も中出しさせてくれました。VOL.3（12月26日、DANDY-957、DANDY）
- ナチュラルハイ25周年記念作品 固定スローピストンFUCK 7 ゆっくり生で挿し込み中出しまでの反応を楽しむ 増量SP（12月26日、NHDTC-015、ナチュラルハイ）

- デカチン近親相姦 息子の硬くソリ返るズル剥けチ●ポにねとられた母 水川潤（1月14日、NKKD-346、JET映像）
- 制服少女レズ痴漢 疼く身体を卑猥な手つきで病みつきになるほど敏感開発されて…。 水川潤 松井日奈子（1月14日、BBAN-513、ビビアン）
- ケツ穴のシワまで丸見えにして、アナタだけに見せつけるオナニーで激イキする15人の女たち! vol.4（1月14日、CEAD-661、セレブの友）
- 1ヶ月禁欲したセックス依存のケダモノ人妻に月1で呼び出され勃起薬を飲まされ射精を許されないまま真昼間から翌朝まで狂ったように腰を振らされてます。 水川潤（1月21日、MVSD-633、エムズビデオグループ）[33]
- 最下層のWクソマゾ女メス豚頂上対決 浜崎真緒/水川潤（1月21日、MVG-116、グローリークエスト）[34]
- 生徒のデカ〇ンが気になって仕方が無い女教師 水川潤（1月24日、HODV-21939、h.m.p）
- よだれ & キスに溺れるレズビアンオナニーであなたを誘惑・挑発する8組16人の女たち（1月28日、CEAD-664、セレブの友）
- 年中発情! 妊娠OK! サセ妻たちのやりすぎハメ撮り（個撮）vol.4 亜衣子さん/Eカップ/39才 由里さん/Eカップ/35才（1月28日、AKID-115、お持ち帰り/熟女卍）
- 不倫レズ ～性欲処理レズビアン飼育～ 友田彩也香 水川潤（2月4日、AUKG-618、U&K）
- ピタパン尻を突き出して新居の内見する奥さんのデカ尻激突きピストンSEX 4名収録（2月4日、GEBB-008、ゲッツ!!ボンボン/妄想族）
- 「お義父さん、もっとして…」 旦那の入院中、義父と不貞性交に溺れる新婚絶倫妻。水川潤（2月13日、GOUL-011、センタービレッジ）
- スーパーヒロイン危機一髪!! Vol.107
アクセルガール（2月14日、THPA-07、GIGA）
- 筋肉フェチの嫁はばっちり化粧してジムに通いはじめた… 巨根マッチョと汗だく浮気中出ししていた人妻 水川潤（2月20日、MTALL-141、Materiall）
- 子供部屋で2人っきりの優しい家庭教師 & 生徒の少年 意識するほど勃起する童貞チ○ポをほっとけず こっそり挿入した筆おろしSEX（2月28日、HODV-21949、h.m.p）
- セックスよりも気持ちいい ご主人様だけを見つめるご奉仕好きのメイド主観フェラチオ 撮りおろし15連発（3月4日、YMDD-434、桃太郎映像出版）
- ガチンコ全裸レズバトルリターンズ 7 都月るいさ 水川潤 皆月ひかる 白崎水麗（3月6日、RCTD-646、ROCKET）
- ポリネシアン・セックス不倫 平日昼下がりの時間を持て余す専業主婦が陥った5日間の記録 水川潤（3月6日、MOON-037、YONAKA）
- 恥辱、陵辱、とびっこ装着・繁華街デート! 30 水川潤（3月11日、CEMD-652、セレブの友）
- 美谷朱音がW囁き脳イキさせる極上のASMRレズ主観 4K撮影映像 豪華4シチュエーション×4共演（3月11日、BBAN-523、ビビアン）
- オマ〇コ全開!! ド淫乱ガニ股オナニー ～下品な腰使いを見せつけ絶頂する15人の女達～（3月11日、CEAD-669、セレブの友）
- 裏オプで生ナカを許すと噂の出張トレーナー!! 尻コキ素股でチ●ポをフル勃起させエクササイズと称した激ピスで膣内射精を求めてきた!!（3月11日、SCOP-868、SCOOP）
- 媚薬オイルで発情が止まらないドスケベスペレズ痴女 椿りか 水川潤（3月25日、USBA-082、AVS collector’s）
- 金と刺激を求めて個撮に応募してきた働くオンナたちのドキュメントSEX【不道徳な小学校教諭】【爆乳秘書】【潮まみれ秘書】どエロ美女3名（3月25日、GOHM-001、はめちゃんGOLD/妄想族）
- 働くカワイイ看板娘の皆さん!! 「仕事の合間に筆下ろししてくれませんか!?」 休憩中に童貞くんの悩みを聞いてると母性本能くすぐられ膣がキュンキュン赤面発情（＾＾；）「私が…初めてじゃダメかな」ミラクル展開ww 勤務中に童貞卒業ナマハメ連続中出しセックスSP 4（3月28日、SKMJ-612、赤面女子）
- 【上はアヘ顔 下は潮だく】媚薬を盛られ発汗発情した人妻は下品に寄り目白目ベロ出しアヘ顔ガニ股ガクガク痙攣ジョボジョボ失禁ブシャブシャ潮吹き全身性感帯の変態ボディに仕上がっていく性感開発エステ 水川潤（4月8日、DVAJ-689、アリスJAPAN）
- アナル舐めで男をイカせる絶品ドスケベ痴女2 水川潤（4月8日、CEMD-664、セレブの友）
- 一人旅で狙われた乳房 レズビアンいいなり温泉旅行 水川潤 由良かな 沙月恵奈（4月8日、BBAN-522、ビビアン）
- 乳首オナニーでイク15人の女たち! Vol.3 ～乳首いじって個性豊かに発情・メス化するド淫乱女優ドキュメント（4月8日、CEAD-674、セレブの友）
- レズ責めM性感 ～レズテクに堕ちる欲求不満の女たち～（4月15日、AUKG-625、U&K）
- 素人妻が一般大学生の自宅にコンドーム1つ渡され一泊一度のゴム姦では満足できず宿泊中2度もガチ中出しを許してしまう騎乗位で嬉ションを撒き散らす敏感妻 じゅんさん33歳（4月24日、HAWA-352、コスモス映像）
- 胡散臭いカルト教団の教祖に愛する妻が洗脳されて寝取られた 水川潤（5月6日、MRSS-167、ミセスの素顔/エマニエル）
- 大人しく押しに弱いデカ尻叔母さんの無自覚挑発に我慢できず若硬性欲ち○ぽで即ハメ中出しピストンしたら白目ベロ出しアヘ顔! ヨダレ垂れっぱなし! ガクガク痙攣! するほど乱れ潮射イキしまくっていた。 水川潤（5月6日、LULU-373、LUNATICS）
- 無愛想なお隣の巨尻お姉さんと1週間フル勃起搾精性活 水川潤（5月6日、FJIN-073、FunCity/妄想族）
- 間違って届いた置き配を開けたら大量のエログッズ!? 隣の高飛車美人キャバ嬢の実態はコミュ障で週8オナニーする犯され願望アリな性欲全部乗せモンスターだった! 水川潤（5月6日、DVEH-053、DEEP'S）
- 彼女が不在中に上京してきた叔母さん姉妹に交互に浮気中出しを迫られる連射動画 VOL.2 水川潤 鈴木真夕（5月8日、DANDY-975、DANDY）
- 天使のような優しくて綺麗なナースさん! 「早漏に悩む童貞君の暴発改善のお手伝いしてくれませんか?」男性器慣れしているようで意外とウブな看護師さんが早漏すぎる童貞君にムラムラ膣キュンしちゃって生中出し筆おろしSPECIAL!（5月9日、SKMJ-625、赤面女子）
- 「家族風呂なんて10年ぶり」姉弟が照れ照れ混浴温泉!? 「お姉ちゃんのおっぱい見ても興奮しないよ」強がっても洗いっこしたら弟フル勃起しかも童貞発覚（＾＾；） お姉ちゃんも彼氏がいるのに弟デカマラに赤面発情祝姉弟で生ハメ中出し筆おろし 3（5月23日、SKMJ-634、赤面女子）
- 旦那の実家に帰省して義父に犯され続ける妻の哀願相姦 ゆうか・潤・ほのか（5月23日、T38-032、TMA）
- 素人おま○こくぱぁ観察9-キャリアウーマン編-輝くビラビラが透けて見えそうなほど4Kカメラ超接写至近距離で照れイキオナニー30ま○こ306分（5月27日、SABA-941、S級素人）
- デリヘル盗撮バレ完全アウトからの示談交渉神展開嬢が媚薬エビ反りイキしたので…（6月3日、GEBB-019、ゲッツ!!ボンボン/妄想族）
- 性獣伝説 精飲からの痙攣白目イキ! イキ過ぎた性欲の果てに全てが崩壊する見た目は普通の女 水川潤（6月10日、AVSA-383、AVS collector’s）
- 下剋上レズバトル 2 水川潤 月見若葉 石川陽波 美丘さとみ 辻めあり よしい美希（6月12日、RCTD-666、ROCKET）
- 図書館で声も出せず糸引くほど愛液が溢れ出す敏感娘 32 痴女に目覚めた職女SP（6月12日、NHDTC-063、ナチュラルハイ）
- 欲求不満のパート妻達にデカ尻騎乗位で交互に3回ずつ中出しさせられる射精交代シフトの配送バイト 水川潤 一条みお（6月13日、HEZ-792、ホットエンターテイメント）
- 【GAL PARTY】 楽しければなんでもOKの超絶下品ギャル達の限界突破パ～リ～ッッ!!! GAL4名（6月24日、GOHM-004、はめちゃんGOLD/妄想族）
- 男子生徒の理想的なデカチ〇ポが気になって仕方ない女教師と生徒会長 水川潤 椎名心春（6月27日、HODV-21981、h.m.p）
- お漏らし露出狂 変態性癖こじらせ女教師 水川潤（7月1日、FJIN-085、FunCity/妄想族）
- TSF女体化ボディレンタルショップ 2（7月10日、RCTD-673、ROCKET）
- 変態美女顔面崩壊変顔絶頂アクメ 水川潤（7月15日、MVG-135、グローリークエスト）
- 三池小春レズ解禁! しょっぱなから体液グチャグチャでイキまくるド変態でド下品なレズビアン 三池小春 水川潤（7月15日、MFYD-027、溜池ゴロー）
- 友達の母が寝たふりでハミマンを見せつけ誘惑、そのままズラしハメで中出しセックス 水川潤（7月22日、VEC-716、VENUS）
- バストアップマッサージ ～巨乳、美乳、貧乳、超乳…揉まれて揺れるおっぱい観察～（7月22日、SABA-948、S級素人）
- ノーハンドフェラは奴隷の証!16 手を使わずにフェラチオする10人の素人娘（7月22日、KAGP-365、かぐや姫Pt/妄想族）
- 美少女ドジっ子隣人ストーカーちゃん のぞき穴ベロキス大作戦! 皆瀬あかり 水川潤（7月24日、BOKO-027、凸凹はぁと）
- エステサロンで嫌というほど恥ずかしいカエル足で無様にイカされ拒めない巨乳妻をバック中出し（7月24日、NHDTC-084、ナチュラルハイ）
- バ先のしくじり人妻パートさんはいつもヘマばかりでクビ寸前! そんな矢先にコンドーム大量誤発注の大しくじり!? もう後がない人妻パートさんはコンドームを売り切るため大奮闘!（8月1日、DOCD-068、DOC）
- 憧れのスチュワーデスと性交 水川潤（8月3日、UFD-078、ドリームチケット）
- 【潮吹きセクハラ】 残業中、2人きりの社内で部長イケボで即濡れしてしまうほど敏感ま○こ過ぎてイキ潮を吹き散らかすむっつりデカ尻地味妻OL事務員 水川潤（8月5日、SMOK-019、スモークフィルムズ/妄想族）
- 僕の妻を抱いてください… 他の男に抱かれる妻の姿で射精したい… 淫乱系美尻妻の夫は寝取られ願望に覚醒した男 水川潤（8月12日、MADM-204、クリスタル映像）
- 演技演出一切なし! 照れて惚れるハメ撮り丸一日デート8 水川潤（8月12日、CEMD-722、セレブの友）
- 女性用風俗を覗き見。 file.11（8月15日、YRK-241、プレステージ）
- 金玉どストライク 水川潤（8月19日、FSTU-013、ドグマ）
- 素人娘の全裸アナルヒクヒクオナニー（8月19日、KAGP-367、かぐや姫Pt/妄想族）
- 合宿の夜、こっそり布団の中で何度もイカセてレズに目覚めさせてしまった女生徒に数年後…夫が近くにいるのに密着スロー乳首舐めでレズ返しされた私（8月21日、NHDTC-096、ナチュラルハイ）
- 妻を裏切った7日間の…種付け不倫 水川潤（8月22日、HODV-21995、h.m.p）
- 究極のオナサポ! 主観命令オナニー! Vol.2 エロい身体で最高の射精に誘う厳選人気美女優15人!（8月26日、CEAD-698、セレブの友）

### アダルトVR

#### 由愛可奈 名義
- 夢のような甘い生活、由愛とイチャイチャしませんか?（3月21日、MXVR-001、MAXING）
- 風邪を引いた彼氏の為にいっぱい看病してあげる。身体のケアからあっちのケアまで任せてね☆（4月20日、MXVR-008、MAXING）
- あなたの前で乱れる私で興奮して ～淫らな女の感じ顔～（5月29日、MXVR-012、MAXING）
- AV女優がデリヘル譲でやってきた。 ～制服コスプレで恥かしそうな彼女の魅力～（9月26日、MXVR-016、MAXING）
- もしも由愛可奈がゴーグルから出てきたら。そんな妄想をしていた僕の目の前に現れた彼女。（9月26日、MXVR-023、MAXING）
- オナニーする? イラマする? ハメハメする? 由愛可奈の夢のような物語（9月26日、MXVR-025、MAXING）
- お口のほっぺから亀頭のお団子が顔をだす。しっかりご奉仕いたします。（9月26日、MXVR-026、MAXING）

- 淫らによがるヨガマットレッスン -秘密の個別教室-（4月16日、MXVR-029、MAXING）
- 精液検査と素敵な関係（4月16日、MXVR-031、MAXING）
- 意地悪な彼女がビッチで痴女上司（4月26日、MXVR-034、MAXING）

- 由愛可奈がボクのチ○ポでガンギマリ&イキまくり! 濃厚SEX VR!! 倦怠期開けの禁欲開放ガチイキSEX! 大量潮吹き無限エクスタシーSEX! エロい女とするSEXがこの世で1番気持ちい～い体験130分高画質!!（4月29日、MDVR-087、MOODYZ）
- 「私は… イってなんか… ない…!」 イってもイってもイってもイってもイっても… 最後まで堕ちない! ガチイキ! エンドレス絶頂 孤高の女捜査官VR（11月25日、ATVR-040、アタッカーズ）
- 大きなお尻で僕を惑わす無自覚誘惑お姉さん 尻フェチVR（12月30日、ATVR-043、アタッカーズ）

#### 水川潤 名義
- 【8K超・超高画質VR】【ナース・メイド・制服・バニーの逆コスプレ専門店!】 神BODYのS級ソープ嬢による【パイズリ・足コキ・洗体】 濃厚すぎる凄テク献身ご奉仕フルコース! 子宮口に射精しまくった 【淫手コキ2発・口内発射・中出し4発】 孕ませ中出し連続ヌキOK 超VIPソープ  水川潤（3月1日、KIWVR-648、こあらVR）
- 出張マッサージ師の凄テク【寸止め焦らし】 OILマッサージでキワドイ箇所を
執拗に責められ快楽に堕ちました…。【潮吹き & ハメ潮絶頂】しながら>イキまくる肉体美を好き勝手ハメられて【手コキ・中出し4発・顔射】 一生分イキ狂う失神寸前状態FUCK 水川潤（3月8日、KIWVR-651、こあらVR）
- ケンカ別れした元カノが合鍵を使って逆夜這い お互い早漏だったことを思い出してイカせあい VS 中出し交尾 水川潤（4月14日、VRKM-1297、KMPVR）
- 絶頂スパイラル 教え子を自分好みの肉ディルドにするスケベ家庭教師との生ハメ性交 水川潤（4月22日、SAVR-351、KMPVR-彩-）
- これぞ8K! 顔面特化アングルVR ～びしょ濡れで部屋に来た「美人秘書」と濡れ髪で不倫SEX～ 水川潤（4月30日、VRKM-1262、KMPVR）
- 天井特化アングルVR ～新婚ラブラブ性活～ 水川潤（5月12日、VRKM-1292、KMPVR）
- 舐めてあげるから、たくさんオナニーして欲しいな♡（5月18日、VRKM-1313、KMPVR）
- 隣に住む美人お姉さんは「伝説のピンサロ嬢」-大塚のレジェンド- 水川潤（6月21日、VRKM-1303、KMPVR）
- 8K VR! 盗撮アングルパンチラ & パンティー見せJOIスペシャル!!（7月2日、VRKM-1349、KMPVR）
- あなたには私のことだけを見て欲しいの 水川潤（7月5日、VRKM-1346、KMPVR）
- セックスが溶け込んでいる日常「常に性交」ヤリ放題痴●電車（12月5日、DSVR-1648、SODクリエイト）

- 俺を好きすぎるツンデレ上司は夜のオフィスで腰振りおねだりする 水川潤（2月12日、PXVR-241、P-BOX VR）
- ホワイト企業に転職したらコスプレする美人社員がいた件 水川潤（3月19日、COSVR-043、Cosmo Planets VR）
- ヤリたい時に現れて一発ヤったら去っていく… 隣のお姉さんの性欲強めな美尻は今日も僕の指を求めてる 水川潤（4月23日、CRVR-00356、CRYSTAL VR）
- 【顔面潮吹き特化】僕のカラダを弄び潮直撃してくる痴女上司 水川潤（5月22日、DSVR-1744、SODクリエイト）
- 美女8人のケツ穴くぱぁ～を近距離ガン見VR 9（5月28日、PXVR-276、P-BOX VR）
- 「こんなオバさんでいいの…?」 同じ社宅に住む先輩の奥さんが可愛すぎて思わずキスした瞬間、淫乱顔に… 欲求不満な奥さんに何度も若い精子を注ぎこんで孕ませてみたくなった 水川潤（6月16日、DSVR-1745、SODクリエイト）
- 8K 8人 ノーモザ おシャブリ ディルドフェラ 濃厚クチ抜きVR（7月16日、PXVR-293、P-BOX VR）

### アダルト動画配信
- じゅん（3月1日、INSTC-551、いんすた）
- 中折れ旦那に代わって心とマ○コの隙間をみっちり埋める不倫旅行! 夜景を眺めながらプールで水浴び→ベッドの上でも大量水浴び!? Gスポ直撃ハメ潮スプラッシュ! 大人のおもちゃパーティー開催→オナニーする手がとまらない！引き締まった腹筋が浮かび上がる無限大アクメ!! 「私専用のおちんちんになって…」快楽に貪欲な美人妻が美尻をおっぴろげ下品なチン媚びセックス! 【じゅん / 30歳 / 結婚5年目】（3月25日、MFCW-021、MOON FORCE WIFE）
- 可奈（4月11日、OREV-084、俺の素人-Z-）
- ひより（5月11日、OREV-088、俺の素人-Z-）
- 潤（6月7日、EWDX-488、E★人妻DX）
- ラグジュTV 1775 楓 27歳 舞台女優  スタイル抜群の絶世の美女が激ピスでイキまくり、吹きまくり! 潮! 潮!! 潮!!! 溢れる欲望ノンストップSEX!（6月12日、LUXU-1789、ラグジュTV）
- 美容部員M（8月5日、OREMO-224、俺の素人-Z-）
- じゅんさん（8月15日、ORECO-808、俺の素人-Z-）
- 【メンエス隠し撮り】綺麗な腹筋から伸びる脚線美… 官能的オーラ漂うセラピストが、客に裏オプ打診され性的サービスしてしまう様子を激撮! 唸ってしまいそうなハンドテク×濃厚フェラ! 最後は自らだいしゅきホールドでガッチリ膣奥中出し! #担当:じゅん（8月22日、DDH-271、ドキュメントdeハメハメ）
- Jさん（9月1日、SRGT-021、しろうとガチャ）
- RIHO & UTA（9月20日、GASP-002、GALちゃん。）
- 水端あおい（9月26日、TKK-059、東京恋人）
- 佳奈さん (仮)（9月27日、WORK-004、OLちゃん。）
- 山田（10月24日、PSTL-029、

素人ギャラリー）
- かれん（11月13日、ENDX-509、E★ナンパDX）
- 【ミステリアスな爆尻アーティスト】【SEXはナマ派】【中出し懇願】人見知りだけどHなコトは大好き。すぐイっちゃうすぐ潮吹いちゃう… よわよわおま●こがエロ可愛いすぎる!! たくさん焦らされ、立てなくなるほど突かれまくり全身ガックガクでイキまくる! それでも何度も何度もおち●ぽおねだり♪（11月14日、JNT-080、Jackson）
- 水川センセー（11月21日、ORECO-905、俺の素人-Z-）
- じゅん（12月20日、PKPK-057、素人プカプカ）
- 【M男のための新シリーズ始動にチ●ポ号泣ッ!?】 チ●ポが弱いところ、好きなところ、全部バレてます。ガマンの先に待っているエクスタシーに嬉シコ止まらないこと間違いなしッ!! それまで貴方も“ガマンできるよね?“ KANA（12月23日、MIUM-1151、プレステージプレミアム）
- （仮）暗黒107さん（12月27日、ANKK-107、暗黒）

- 本能剥き出しエロ神様! 【絶世の美女、豹変ww 性欲MAXチ●コ喰らい】 【妖艶デカ美尻の悩殺パワフル騎乗位】 気品溢れる大人のオンナ。この美女、緊張しつつも「ちなみにどこまでするんですか…?照」ってナニかを期待しちゃってますww セラピストの性技ですっかりスイッチON。火照ったカラダにいやらしい目つきで「ねぇいっぱい舐めてイイ…?」「入れちゃダメなのぉ？」肉食っぷりがとんでもなくどエロいww すごいのに当たっちゃったなww #女風#女性用風俗#覗き：file.12 アキさん 新規 150分コース（1月4日、MIUM-1150、プレステージプレミアム）
- 水川さん（1月10日、SRGT-095、しろうとガチャ）
- 人妻さん050（1月25日、HDSN-050、人妻さん）
- じゅんさん（1月29日、SMJS-089、素人ムクムク-職-）
- じゅんさん（2月1日、SMJX-013、素人ムクムク-X-）
- 潤ちゃん（2月22日、SMJK-065、素人ムクムク-クスリ-）
- じゅんさん（3月7日、GERK-632、ゲリラ）
- ハル（3月19日、MLA-210、まんまんランド）
- じゅんさん（3月23日、ORECZ-044、俺の素人-Z-）
- 無愛想デカ尻水川さん（4月5日、SRGT-178、しろうとガチャ）
- 無愛想デカ尻水川さん 2（4月5日、SRGT-179、しろうとガチャ）
- 援交とは無縁の美人人妻が他人棒にハメられて連続絶頂。 まみか（4月16日、PAPA-046、黒船）
- 匿名美女（4月25日、MLA-206、まんまんランド）
- じゅんさん（5月1日、ORECZ-093、俺の素人-Z-）
- ベビーカー妻M@新宿区（5月4日、SPAY-573、素人ペイペイ）
- カナ（5月9日、DPDX-008、素人ギャラリー）
- じゅん（5月20日、ORECZ-123、俺の素人-Z-）
- ミズカワさん（5月24日、PTPJ-016、素人ギャラリー）
- かな（6月21日、HMDNC-828、ハメドリネットワークSecondEdition）
- 精子提供を希望する人妻に夫に代わって孕ませ代行27【じゅん】（8月10日、MAAN-1098、街角シロウトナンパ）

### イメージビデオ

#### 由愛可奈 名義
- ほいっぷ くり〜む 今どきの女子高生ブロドル誕生（2010年8月27日、TRST-0041、ビーエムドットスリー）
- 現役女子高生グラビア 由愛可奈 17歳 (高3)（2011年1月25日、GJOS-0024、アイマックス）
- 純真無垢 〜ホワイトレーベル〜（3月25日、IMOG-196、アイマックス）
- コイビトツナギ（5月25日、MOK-009、アイマックス）
- Real X（2014年9月26日、SBVD-0249、エスデジタル）
- Puberty（2015年5月29日、R-628、オルスタックソフト販売）
- Shangri-La ～裸の女神～（2017年1月28日、限定版：TOXB-0001、通常版：TOX-0002、オルスタックソフト販売）※限定版は特典BD付き[35]。

#### 水川潤 名義
- Cest la vie 水川潤（2024年2月28日、DVD：NNSSA-020、BD：NNSBD-020、oldman par）

### バラエティー
- リアルオーディションHime（2011年4月22日、BADS-20027、ベンテンエンタテインメント）
- あいのエチュード 第三幕（2012年7月18日、PCBE-11888、ポニーキャニオン）

## 出演

### 映画
- 百日のセツナ 禁断の恋（2012年9月29日、監督：いまおかしんじ、アルゴ・ピクチャーズ）- セツナ 役[36]
- 大性豪（2014年4月3日公開、香港）
- 女子トイレ エッチな密室（2014年4月25日、監督・脚本：中川大資、オーピー映画）- 西川折愛 役[37]
- 恋するオヤジ ビンビンなお留守番（2015年10月23日、監督：池島ゆたか、オーピー映画）- 峯岸ゆうな 役[38]
- ラブアンドロイド 執事のアダムとぼっちな私（2016年、監督：城定秀夫、スターボード）- 川本沙希 役[39][40]
- 安住の地（2023年11月28日、監督：木村緩菜、オーピー映画） - 田町愛子 役[41]

### オリジナルビデオ
- 2ちゃんねるの呪い VOL.4（2011年4月22日、オデッサ・エンタテインメント）
- アイドル爆弾（2011年4月6日、アルバトロス）
- ヤンキー女子高生8〜静岡最強伝説〜（2012年3月16日、オールインエンタテインメント） - 桜川美鈴 役
- ヤンキー女子高生9〜長野最強伝説〜（2012年4月20日、オールインエンタテインメント） - 桜川美鈴 役
- モテ女キ（2012年6月2日、クロックワークス） - 鷹森ミツ江 役
- 任侠レディース DOUBLE MAX （2013年6月20日、監督：貝原クリス亮、ラインコミュニケーションズ）- 真由美、希（二役）
- バーニングアクション スーパーヒロイン列伝 コードネーム ミネルバW（2013年10月11日、監督：吉川徹、ZENピクチャーズ）- 聖春奈 役
- OLの性（2015年、 草野陽花監督）優子(20代OL)編 - 優子 役
- エロスは蒲団の香り（2016年、監督：富岡忠文、竹書房）- 横山芳子 役

### 舞台
- 漂流劇（2011年3月9日-13日、エアースタジオ）
- 劇団DUO福斗清☆「絶対にNTRれないオ・ト・コ」（2022年10月20日、三栄町LIVE STAGE）

### ミュージックビデオ
2012年
- 湘南乃風　「炎天夏」MV

2013年
- 禁断の多数決　「リング・ア・ベル (RING A BELL）」MV

### パチンコ
- CRジューシーハニー2（2018年7月、サンセイアールアンドディ）[42]
- PジューシーハニーH（ハーレム）（2023年5月、サンセイアールアンドディ）

## 書籍

### 写真集
由愛可奈 名義
- 夢叶 yumekana（2012年9月19日、双葉社、撮影：上野勇）ISBN 978-4-575-30451-0
- らぶぱら 由愛可奈（2013年7月26日、竹書房、撮影：マキハラススム）ISBN 978-4-8124-9523-0
- 由愛可奈写真集 Wake up!![注 2]（2014年7月25日、彩文館出版、撮影：上野勇）ISBN 978-4-7756-0555-4
- pure bible:―純潔白書―（2016年6月29日、徳間書店、撮影：植野恵三郎）ISBN 978-4-19-864176-4

水川潤 名義
- C'est la vie 水川潤写真集（2024年2月24日、ジーウォーク、撮影：天野功）ISBN 978-4-86717-670-2

### ムック本
- 素顔の女神たち（2013年8月22日、三和出版）ISBN 978-4-7769-0928-6 [注 3]

### デジタル写真集
由愛可奈 名義
- MAXING☆STYLE 由愛可奈（3月29日、五百十）
- MAXING☆STYLE 由愛可奈 vol.2（3月29日、五百十）

- 全裸家政婦 Part 1（10月24日、MAXING）
- 全裸家政婦 Part 2（10月24日、MAXING）
- 神聖美少女コレクション（10月29日、MAXING）
- 解禁! 大量顔射（11月26日、MAXING）
- 美少女カメラ目線完全主観（11月26日、MAXING）
- 由愛可奈×美脚パンストQUEEN（12月1日、MAXING）
- 緊縛×10連発口内×激烈ピストン 〜ベロキス魂燃焼系! 全力ヤリ娘!〜（12月8日、MAXING）
- 汗だくFUCK（12月12日、MAXING）
- イキまくる絶頂女神。（12月17日、MAXING）
- ザーメン面汚し顔射洗礼（12月31日、MAXING）
- 私の妻は、18歳の現役女子校生（12月31日、MAXING）

- 問答無用の逆レイプ!（1月5日、MAXING）
- 美少女奴隷ペット（1月9日、MAXING）
- 女教師レイプ地獄（1月19日、MAXING）
- 夢のいもうと♡温泉（1月30日、MAXING）
- 淫縛 〜喉奥と顔面に絡みつく精液〜（2月9日、MAXING）
- 野外絶頂ハメ狂い交尾（2月13日、MAXING）
- 絶頂不覚! 緊縛強制イカセ（3月6日、MAXING）
- 緊縛絶頂ヌード（3月6日、MAXING）
- Premium PEACH Hip 〜青い果実〜（4月3日、MAXING）
- 由愛可奈のふんどし大相撲（4月6日、MAXING）
- 最高級ご奉仕ごっくんソープ嬢（4月6日、MAXING）
- 桃尻美少女アルバム（4月10日、MAXING）
- これが噂の美少女ソープ嬢（4月20日、MAXING）
- 変態ヨダレ女（5月1日、MAXING）
- 唾液系女子、現る。（5月8日、MAXING）
- Fucking Machine SEX（5月15日、MAXING）
- 美少女拘束ヌード（5月22日、MAXING）
- 異常性愛依存症 1 〜若妻の淫らな秘め事〜（7月29日、MAXING）
- 異常性愛依存症 2 〜若妻の淫らな秘め事〜（7月29日、MAXING）
- Rapist 〜他人に性的関係を強いる女〜 1（9月16日、MAXING）
- Rapist 〜他人に性的関係を強いる女〜 2（9月16日、MAXING）
- COSPLAY GIRLS（10月28日、MAXING）
- ハッスルインストラクター（12月4日、MAXING）
- 別顔キャビンアテンダント 1（12月9日、MAXING）
- 別顔キャビンアテンダント 2（12月9日、MAXING）
- 失禁インストラクター 1（12月18日、MAXING）
- 失禁インストラクター 2（12月19日、MAXING）
- 精子ヌキ狂い30連発! 1（12月26日、MAXING）
- 精子ヌキ狂い30連発! 2（12月26日、MAXING）
- 精子ヌキ狂い30連発! 3（12月26日、MAXING）

- ご奉仕委員のおしごと 1（1月15日、MAXING）
- ご奉仕委員のおしごと 2（1月15日、MAXING）
- ご奉仕委員のおしごと 3（1月15日、MAXING）
- 中出しマ●コ、くぱぁ。（4月20日、MAXING）
- 変態マゾヒスト ボンテージ嬢 イラマチオ調教 1（4月20日、MAXING）
- 変態マゾヒスト ボンテージ嬢 イラマチオ調教 2（4月27日、MAXING）
- 由愛可奈 江戸四十八手（5月14日、MAXING）
- 昏睡キメセク 〜媚薬×催眠×泥酔〜（5月26日、MAXING）
- 憧れの妹温泉旅行（6月10日、MAXING）
- ねじこみッ! 一つのマ●コに二本の異物 1（8月2日、MAXING）
- ねじこみッ! 一つのマ●コに二本の異物 2（8月2日、MAXING）
- デビュー5周年記念 ハメられっぱなし30人中出し生ライブ 1（11月15日、MAXING）
- デビュー5周年記念 ハメられっぱなし30人中出し生ライブ 1（11月18日、MAXING）
- ギリギリ食い込み濃厚性交（11月18日、MAXING）
- 食い込み -KUIKOMI-（11月18日、MAXING）
- 排卵日を狙って孕ませ中出し子作り（11月18日、MAXING）
- 淫乱ナース催眠調教 〜私たちのオナペット奴隷〜（11月18日、MAXING）

- AV女優観察モニタリング 発情女を徹底的に昂ぶらせてから長時間放置! 我慢の限界糸引きマ●コは変態汁垂れ流しで肉ビラ決壊!! こんな時、由愛可奈ならどうする!?（2月18日、MAXING）
- 僕の姉貴は寸止め焦らしで射精コントロールする淫語大好き痴女（6月23日、 MAXING）
- 妊娠確実!? 中出しされた精子をドリルバイブで更に子宮の奥へ押し込まれた由愛可奈!（8月25日、MAXING）
- 失禁メイドの潮吹きお漏らし 体液プシャアアアアア（8月26日、MAXING）
- 水泳部顧問が競泳水着で個別指導（11月7日、MAXING）
- グチョにゅる大量ローションFUCK（11月10日、MAXING）
- 乳首を責められる毎にごっくんをせがむ由愛可奈（11月25日、MAXING）
- イラマチオ性奴隷 喉奥を徹底的に陵辱される美人キャビンアテンダント（12月29日、MAXING）

- 積極的に勃起させてくる中出しのできるメンズエステサロン Vol.1（1月20日、MAXING）
- 積極的に勃起させてくる中出しのできるメンズエステサロン Vol.2（1月20日、MAXING）
- ユメカナ 〜AV女優・由愛可奈の性欲剥き出し赤裸々旅行〜（3月6日、MAXING）
- 抵抗不可能な状態で拘束調教されて、大量失禁絶頂を繰り返す淫乱女教師 vol.1（3月11日、MAXING）
- 抵抗不可能な状態で拘束調教されて、大量失禁絶頂を繰り返す淫乱女教師 vol.2（3月17日、MAXING）
- 理性崩壊!! ポルチオ性感究極オーガズム!!（8月22日、MAXING）
- 抑えきれない性衝動からオトコを誘惑し、自分勝手にザーメンを搾り取るドスケベ猥褻絶倫痴女。（8月22日、MAXING）
- 究極催眠（10月6日、MAXING）

水川潤 名義
- れいむ 水川潤 vol.01～vol.04（3月15日、ジーウォーク、撮影：天野功）
- 浮世の夢、潤う瞳 水川潤（6月21日、プレステージ出版、撮影：街田和由）※【グラビア写真集】と【ヌード写真集】の2種類あり。

### 雑誌
- Chuッ 2011年1月号（ワニマガジン社）- グラビア「【今月のふたり写真】びっちょびちょに、なりたい - 由愛可奈チャン×平山藍里チャン」
- DVDヨロシク! 2011年6月号（三和出版）- 表紙、付属DVD「ヨロシク! Girl! #31 由愛可奈」
- ベストビデオスーパードキュメント 2011年9月号（三和出版）- 「人気AVアイドルコスプレ対談 10周年記念! 新旧大型アイドル豪華競演 夏の思い出 妖艶浴衣対談 里美ゆりあ×由愛可奈」
- ベストビデオスーパードキュメント 2011年10月号（三和出版）- 表紙
- Bejean 2011年11月号（ジーオーティー）- 表紙、グラビア
- べっぴんDMM 2011年11月号（ジーオーティー）- 表紙、グラビア
- DMM 2011年12月号（ジーオーティー）- 表紙

- 週刊プレイボーイ 2012年1月30日号（集英社）- グラビア「EROTICISM」
- 黄金のGT 2012年4月号（晋遊舎）- 袋とじ「由愛可奈ちゃん 究極AV完全レビュー!!」
- 週刊プレイボーイ 2012年4月9日号（集英社）- グラビア「イヤラシイ体」
- 週刊実話 2012年4月19日号（日本ジャーナル出版）- 袋とじ「和服美人の乱し方」
- 週刊実話 2012年6月21日号（日本ジャーナル出版）- 「本誌だけよ? 人気AV女優10人私のアソコの秘密を教えちゃいます ～由愛可奈、加藤リナ、小倉奈々、神咲詩織、小島みなみ、丘咲エミリ ほか～」
- 月刊ヤングチャンピオン 烈 2012年7月号 No.7（秋田書店）- 袋とじ「ヌードコラボ!! 由愛可奈×性食鬼」
- 黄金のGT 2012年7月号（晋遊舎）- 袋とじ
- 週刊実話 2012年7月5日号（日日本ジャーナル出版）- グラビア「わたしの初めて、もらってください」
- ENTERTAINMENT Dash 2012年8月号（晋遊舎）- 袋とじ「清楚美女がこんなにエッチに乱れちゃいました! 由愛可奈 リアルH」
- EX大衆 2012年8月号（双葉社）- 袋とじ「アラーキー現在女 荒木経惟vs由愛可奈」
- Bejean 2012年8月号（ジーオーティー）- 表紙、グラビア
- 週刊実話 2012年8月16日号（日本ジャーナル出版）- 「丸裸! 人気AV女優「淫夢診断」 ～麻美ゆま・由愛可奈・小倉奈々・香西咲・澤村レイコ・仁科百華・加藤リナ～」
- 週刊アサヒ芸能 2012年8月30号（徳間書店）- グラビア「さあ 元気だしていこ!」
- Bejean 2012年09月号「コスカワ天国」（ジーオーティー）- グラビア
- 週刊実話 2012年9月6日号（日本ジャーナル出版）- 「吉沢明歩&由愛可奈がレースクイーンデビュー」
- 週刊プレイボーイ 2012年9月17日号（集英社）- グラビア「ワイセツカメラ 友達の妹＝由愛可奈」
- 週刊実話 2012年9月20日号（日本ジャーナル出版）- グラビア「ヌーディストビーチへカモン!」
- 週刊大衆ヴィーナス 2012年9月22日号（双葉社）- 表紙、袋とじ「AVデビュー1周年記念ヘア＆アクメ顔 独占公開 超人気美女のすべてに迫る!」
- FLASH 2012年 9月25日号（光文社）- グラビア「淫らな正夢」
- ドカント 2012年10月号（デジタルスタイル）- インタビュー「早耳! エンタメ・インタビュー!! 192  大人気セクシー女優がラブとエロスの祭典に」
- メガベッピン 2012年10月号（ジーオーティー）- 「由愛可奈 撮影現場レポート」
- 週刊実話 2012年10月18日号（日本ジャーナル出版）- グラビア「野外露出!」
- 月刊ヤングチャンピオン 烈 2012年11月号 No.11（秋田書店）- 袋とじ「ヌードコラボ!! 由愛可奈×ブラック・ジョーク」
- Bejean 2012年11月号（ジーオーティー）- グラビア
- 月刊ヤングチャンピオン 烈 2012年12月号（秋田書店）- 別冊付録「豪華別冊36P★大人気セクシーアイドル完全収録の袋とじヌードグラビア写真集 成瀬心美・由愛可奈・紗倉まな・麻生希」

- FRIDAY 2013年2月22日号（講談社）- 袋とじ「豪華競艶袋とじ 葵つかさ・由愛可奈・小倉奈々 超人気ヌードル3トップと「夢のひととき」」
- Bejean 2013年3月号（ジーオーティー）- グラビア
- べっぴんDMM 2013年3月号（ジーオーティー）- 表紙、グラビア
- Bejean 2013年5月号増刊「Hで可愛い女子大生」（ジーオーティー）- グラビア
- ヤングアニマル嵐 2013年5月1日号 （白泉社）- 付録「由愛可奈 BIGヌードおふろポスター」
- 週刊ヤングマガジン 2013年6月24日号（講談社）- 袋とじ「ご当地ヌード袋とじ!! 第8回『匿名の彼女たち』特別コラボ in 名古屋! 由愛可奈」
- 生粋美人 2013年7月号増刊 「復刻版ビデオボーイR」（ジーオーティー）

- メガベッピン 2014年2月号（ジーオーティー）
- やるCan 2014年4月号（インテルフィン）- 表紙
- SPA!  2014年6月3日号（扶桑社）- グラビア「みうらじゅん×リリー・フランキーのグラビアン魂 由愛可奈」
- 週刊ポスト 2014年7月11日号（小学館）- グラビア「グラビア官能小説 ポルノグラフィア 由愛可奈×石井光太」
- FRIDAY 2014年8月1日号（講談社）- 袋とじ「スマホ&PCで見られるヌード動画つき! 由愛可奈〈21歳〉「天然印美乳ヘアヌード」」
- 週刊プレイボーイ 2014年10月6日号（集英社）- グラビア「緒川りお×由愛可奈 ふたりH」

- DMM 2015年5月号（ジーオーティー）- 表紙、インタビュー
- FLASH 2015年6月23日号（光文社）- グラビア「屹立する乳」
- FLASH 2015年8月4日号（光文社）- グラビア「清純に、淫らに…」
- ベストDVDスーパーライブ 2015年12月号（ブレインハウス）- 付録「由愛可奈・秋月小町 特大ポスター」

- FLASH 2016年7月26日号（光文社）- グラビア「6年めの貫禄ヘア」
- 週刊実話 2016年10月20日号（日本ジャーナル出版）- 袋とじ「若妻の発情視線」
- 週刊実話 2016年12月1日号（日本ジャーナル出版）- 袋とじ「女教師・女医・ナース・シスター 背徳の聖職者AV14本 小川桃果、由愛可奈、彩乃なな、RION」

- 週刊プレイボーイ 2017年3月27日号（集英社）- グラビア「ヌード時代・尻 由愛可奈＆古川いおり」
- 漫画ボンジュール 2017年6月号（大都社）- グラビア

- 漫画ボンジュール 2018年4月号（大都社）- グラビア
- 週刊ポスト 2018年8月24日号（小学館）- 「読者全員のスマホにお届け 読んで、聴いて、観られる「官能アダルトビデオ」 由愛可奈×蒼井凛花」

- 月刊FANZA 2019年11月号（ジーオーティー）- インタビュー

- 週刊ポスト 2020年6月5日号（小学館）- グラビア「夢のようなハダカ」

## 製品

### アダルトグッズ
オナホール
- 由愛可奈 むっちり肉厚BODY（2017年2月16日、SHIGEKI）